# Raión de Chernýshkovski
El raión de Chernýshkovski (ruso: Черны́шковский райо́н) es un distrito administrativo y municipal (raión) ruso perteneciente a la óblast de Volgogrado. Se ubica en el suroeste de la óblast. Su capital es Chernýshkovski.
En 2021, el raión tenía una población de 13 474 habitantes.
El raión es limítrofe al oeste y sur con la óblast de Rostov, y por el este marca su límite la costa occidental del embalse de Tsimliansk. El tercio suroriental del raión, el más cercano a la costa del embalse, está ocupado por el Tsimliánskiye Peskí, un gran arenal protegido como parque natural.

## Subdivisiones
Comprende el asentamiento de tipo urbano de Chernýshkovski (la capital) y 44 localidades rurales. De estas últimas, cuatro son pedanías del ayuntamiento urbano de la capital distrital y las restantes cuarenta se agrupan en los siguientes once asentamientos rurales:
- Alioshkin
- Basakin
- Bolsheternovói
- Verjnegnútov
- Yólkino
- Zajárov
- Krasnoyarski
- Nizhnegnútov
- Pristénovski
- Sizov
- Tormosín